# Виндзор-Клайв, Айвор, 2-й граф Плимут
Айвор Майлз Виндзор-Клайв, 2-й граф Плимут (англ. Ivor Miles Windsor-Clive, 2nd Earl of Plymouth; 4 февраля 1889 — 1 октября 1943) — английский дворянин и политик Консервативной партии.

## Ранняя жизнь
Родился 4 февраля 1889 года. Второй и единственный выживший сын Альберты Виктории Сары Кэролайн (урожденной Пэджет) Виндзор-Клайв (1863—1944) и Роберта Виндзора-Клайва, 1-го графа Плимута (1857—1923). Он получил образование в Итонском колледже и Тринити-колледже Кембриджа. До тех пор, пока он не стал преемником своего отца в 1923 году, он использовал титул учтивости — виконт Виндзор.
Его дедом по отцовской линии был Роберт Виндзор-Клайв (1824—1859), который сам был сыном Гарриет Виндзор-Клайв, 13-й баронессы Виндзор (1797—1869). Мать Айвора была дочерью сэра Огастеса Пэджета (1823—1896), британского посла в Австро-Венгрии и происходила из рода графов Аксбриджа.

## Карьера
Он был членом Западного Сент-Панкраса в Совете Лондонского графства с 1913 по 1919 год и был избран консервативным членом парламента от Ладлоу, Шропшир, на дополнительных выборах в январе 1922 года, удерживая это место до тех пор, пока не сменил своего отца в марте 1923 года. Он занимал должности капитана джентльменов с 1925 по 1929 год, парламентского заместителя государственного секретаря по делам доминиона с января по июнь 1929 года, парламентского секретаря Министерства транспорта с 1931 по 1932 год, заместителя государственный секретарь по делам колоний с 1932 по 1936 год и парламентский заместитель государственного секретаря по иностранным делам с 1936 по 1939 год.
Он, вероятно, наиболее известен своей работой в качестве сопредседателя Международного комитета по невмешательству в гражданскую войну в Испании.
Он был назначен лордом-лейтенантом Гламоргана в 1923 году и тайным советником на церемонии вручения наград за роспуск в 1929 году. Он был удостоен Почетной свободы Кардиффа в 1936 году, занимал пост мэра округа Барри в 1939 году, президента Национального музея Уэльса и проканцлера Уэльского университета в 1941 году. Он был назначен заместителем приора Орден Святого Иоанна Иерусалимского в 1943 году.
12 марта 1924 года он был назначен почетным полковником Гламорганского берегового полка Королевской артиллерии; его отец занимал ту же должность в его предшественнике в викторианском стиле.
Лорд Плимут был председателем Королевской комиссии по древним и историческим памятникам княжества.

## Личная жизнь
14 июля 1921 года Айвор Виндзор-Клайв женился на леди Ирен Корона Чартерис (31 мая 1902—1989), третьей дочери Хьюго Чартерис, 11-го графа Уэмисса, и Мэри Констанс Уиндем, одной из трех знаменитых сестер Уиндем, дочерей достопочтенного Перси Скауэн Уиндем . У супругов было шестеро детей:
- Айвор Отер Роберт Виндзор-Клайв, 3-й граф Плимут (9 октября 1923 — 7 марта 2018), который женился на Кэролайн Хелен Райс (1931—2016), внучке Грейс Керзон, маркизе Керзон Кедлстон, в 1950 году[5].
- Достопочтенный Ричард Арчер Алан Виндзор-Клайв (5 февраля 1928 — 5 сентября 2014), который женился на Джоанне Мэри Вудалл, дочери Эдварда Корбета Вудалла, в 1955 году. Они развелись в 1968 году и в том же году женился на достопочтенной Мэри Элис (урожденная Джоллифф) Канцлер (мать Анны Чанселлор), единственная дочь Уильяма Джоллиффа, 4-го барона Хилтона. Они развелись в 1997 году[1].
- Достопочтенный Роуленд Дэвид Оуэн Виндзор-Клайв (30 августа 1938 — 2 августа 1965)[1]
- Леди Джиллиан Мэри Виндзор-Клайв (ок. 1922 — 10 декабря 1961), вышедшая замуж за Уилфреда Вуллера (1912—1997) в 1941 году. Они развелись в 1947 году и в том же году вышли замуж за Альбертуса Якобуса де Хаана (ум. 1991)[1].
- Леди Кларисса Виндзор-Клайв (род. 15 января 1931), вышедшая замуж за Кита Маклина Форбса Эглстона в 1953 году[1].
- Леди Розула Кэролайн Виндзор-Клайв (30 апреля 1935 — 1 декабря 2005), вышедшая замуж за сэра Алана Глина (1918—1998), члена парламента от Клэпхэма, Виндзора и Мейденхеда, в 1962 году[1].

2-й граф Плимут умер в 1943 году в возрасте 54 лет и был похоронен на семейном участке Виндзор-Клайв в Тардебигге, Вустершир. Рядом с ним похоронена его жена Ирен Корона (1902—1989), дочь 11-го графа Уэмисса. После его смерти его старший сын унаследовал поместье стоимостью более 30 миллионов фунтов стерлингов, включая поместье Окли-Парк недалеко от Ладлоу в Шропшире, площадь которого превышает 7500 акров.